# 威桑
威桑（緬甸語： [ŋwè zàʊɴ]）為位在緬甸伊洛瓦底省勃生縣的城市，2014年人口44,376人，設立於2000年3月。該城市西邊的海灘為緬甸度假勝地之一。城市南北長約48公里。從首都仰光開車到威桑需要花5個小時的車程，而該城市的機場目前正在興建中。該城市因比鄰近城市羌達較新而受到歡迎，能吸引更多旅客來威桑度假。

## 旅遊
該城市西邊約15（9.3英里）的沙灘因未受到破壞，加上其城市完善的公共設施，使威桑成為下缅甸度假勝地之一。威桑的夜生活相較羌達、丹兑等鄰近地區，仍然有很大的發展空間。當地的大象訓練營為威桑在白天主要觀光景點之一。